# Hatis
Hatis (in armeno Հատիս?, fino al 1978 Kyankyan) è un comune dell'Armenia di 359 abitanti (2009) della provincia di Kotayk'.